# Caudillismus
Caudillismus (španělsky caudillismo [kaudijismo], portugalsky caudilhismo) je označení politického systému nebo politického režimu, založeného na autoritě a politické či vojenské síle, popřípadě charismatu jedné osobnosti respektive caudilla. Caudillismus se považuje za typicky latinskoamerický jev, který se formoval během 19. století v době po získání nezávislosti především v letech 1820–1870. Pojem se ale užívá také pro režimy existující ve 20. století, a to nejenom v Latinské Americe, ale také pro autoritativní režimy Francisca Franca ve Španělsku a Antonia Salazara v Portugalsku.

## Původ slova
Španělské slovo caudillo znamená v českém překladu vůdce či lídr, jeho etymologický původ je z latinského slova capitellus nebo caput, tedy hlava. Pojem caudillo se začal objevovat v politickém jazyce až během 19. století. Ve 20. století se objevuje i v podobě pojmu caudillismus. V době bojů o nezávislost na počátku 19. století se podle pramenů užívalo spíše slovo comandante (velitel).

## Příčiny a důsledky caudillismu v Latinské Americe
Diskuze o příčinách vzniku caudillismu v 19. století je poměrně široká a upozorňuje na celou řadu společenských a kulturních determinant, které měly přispět ke vzniku tohoto jevu. V rámci těchto diskuzí se na jedné straně zdůrazňuje vliv kulturních jevů a tradic, jež spojují caudillismus s exportem iberských hodnot a s koloniálním systémem nadvlády. V tomto kontextu bývají zdůrazňovány některé kulturně-společenské jevy jako je machismus, patriarchální hodnoty místních společností nebo dobyvatelská podstata politické autority v Latinské Americe.
Oproti tomu podle Johna Lynche se caudillismus objevil v Latinské Americe až od 20. let 19. století a byl spíše výsledkem situací bezprostředně následujících po pádu španělské nadvlády. Lynch poukazuje na to, že caudillové byli často lokálními osobnostmi a že čerpali ekonomickou a vojenskou sílu z haciend. Ekonomické a sociální změny v distribuci pozemků (a haciend) v Latinské Americe 18. století tak měly k vzniku caudillismu přispět významnou měrou. Caudillismus tak měl v podstatě vycházet z ruralizace jihoamerických společností, ke které docházelo hned po dosažení nezávislosti. Vedle toho se diskutuje také role úpadku centrální moci v souvislosti s koncem španělské nadvlády nad kontinentem. Fenomén caudilla je potom viděn ve vztahu s procesem budování centralizovaného státu na troskách koloniálního panství.
Diskuze o příčinách vzniku a také důsledcích caudillismu se bezprostředně dotýká problematiky charakteru politické kultury v Latinské Americe. V této souvislosti například Peter H. Lewis hovoří o v podstatě nedemokratických základech politické kultury na kontinentě, jež má být charakterizována například caudillismem a tendencemi k autoritářství, diktátorství a vládě silných osobností ale také korporativismem. K dalším dominantním rysům politické kultury v regionu se často řadí, jak tomu je u C.S.Thomase, nepřítomnost konsensuálního řešení politických konfliktů, politická korupce, široké spektrum politických ideologií, silná role armády v politice či nestabilnost politických institucí.

## Historické příklady
Historicky je nutné připomenout odlišnost caudilla a caudillismu v 19. století a ve 20. století. Vlastní jev caudilla a caudillismu je záležitostí 19. století a je možné se s ním setkat napříč latinskoamerickým kontinentem. Caudillismus byl v této době zakotven v prostředí slabé centralizované moci státu, často neustálených hranic nově vzniklých státních celků a spíše lokalizované politiky. Caudillismus a samotný jev caudilla se ale ve 20. století značně proměnil v důsledku konsolidace moci centra a především v novém kontextu masové politiky. Caudillismus 20. století je charakteristický kultem osobnosti, klientelním systémem či nepotismem uvnitř politického systému, populismem nebo populistickými rysy politiky, a často rovněž korporativismem.

### 19. století
- Juan Manuel Rosas (Argentina)
- Antonio López de Santa Anna (Mexiko)
- José Gervasio Artigas (Uruguay)
- José Rafael Carrera (Guatemala)
- José Gasparo Rodriguez de Francia (Paraguay)
- José Antonio Páez (Venezuela)

### 20. století
- Porfirio Díaz (Mexiko)
- Getúlio Vargas (Brazílie)
- Juan Domingo Perón (Argentina)
- Francisco Franco (Španělsko) [p. 2]
- António de Oliveira Salazar (Portugalsko)
- Fidel Castro (Kuba)
- Hugo Chávez (Venezuela)

Caudillismus 19. století působil v podmínkách vzniku a budování nových státních celků a národních identit. Autorita tehdejších caudillů vycházela především z chaotické situace, ve které moc státu fakticky neexistovala a moc byla často v rukou lokálních ozbrojených skupin pod vedením caudillů. Řada z těchto lokálních nebo regionálních caudillů však uspěla i v celonárodní politice.
Například Argentinec Juan Manuel Rosas působil jako guvernér provincie Buenos Aires v letech 1829–1832 a 1835–1852 a významně přispěl k unifikaci Argentiny. Přestože oficiálně hlásal federalismus jako administrativně-politický princip organizace země, prakticky vykonával politiku centralizace. Především v letech 1835–1852 byl jeho režim postaven na principu despotického vykonávání moci a omezování politické opozice. K udržováni moci využíval také milice zv. Mazorcas, které užíval k likvidaci (někdy i fyzické) protivníků. Nelze si nevšimnout některých lidových prvků v Rosasově politické propagandě. Často se nechal prezentovat jako „muž z lidu“. Rosas však pocházel z bohaté rodiny, vlastnící rozsáhlé statky s dobytkem v provincii Rio de la Plata, avšak v mládí utekl z domova a začal sám podnikat v oblasti soleného masa. Záhy nakoupil rozsáhlé statky a získal si podporu a respekt argentinských gauchos (honáků dobytka), ze kterých postavil svůj prvním vojenský regiment v době bojů za nezávislost (1820). Vedle gauchů se Rosas opíral také o katolickou církev (v roce 1836 pozval jezuity zpět do Argentiny).
José Gaspar Rodriguez de Francia (1766–1840) získal dominantní postavení v rodné Paraguayi hned v době bojů za nezávislost od roku 1811 (roku 1816 se prohlásil doživotním diktátorem Republiky Paraguay) a zemi vládl až do roku 1840. Na rozdíl od Rosase či mexického současníka generála Santa Anny byl de Francia vzdělaným politikem (obdržel doktorát z teologie) a obdivovatelem J. J. Rousseaua a francouzského osvícenství. V rámci své politiky se snažil dosáhnout stavu popsaného v Rousseauvě Společenské smlouvě, a v důsledku toho Paraguay postupně ekonomicky a politicky zcela izoloval a zavedl autarkní a samozásobovací systém tzv. estancii vlasti, které se přeorientovaly na produkci obilí a dobytka. De Francia zakázal politickou opozici a snažil se dostat pozemkové vlastnictví pod kontrolu státu. V roce 1824 zabavil majetek klášterů a v roce 1826 majetek poloviny latifundií v zemi. Svou moc často udržoval za použití perzekuce a násilí.